# 長嶺俊之助
長嶺 俊之助（ながみね しゅんのすけ、1875年（明治8年）1月12日 - 1945年（昭和20年）11月29日）は、大日本帝国陸軍の軍人。最終階級は陸軍少将。

## 経歴
秋田県出身。秋田尋常中学校を経て、1894年（明治27年）12月、士官候補生（8期）として陸軍に入る（原隊は歩兵第5連隊）。1896年（明治29年）11月、陸軍士官学校を卒業し、翌年6月に陸軍歩兵少尉任官。
日露戦争では歩兵第5連隊中隊長、後備歩兵第5連隊副官として黒溝台会戦に参加した。盛岡連隊区司令官などを経て、1924年（大正13年）2月、歩兵第31連隊長に就任。1927年（昭和2年）7月、陸軍少将昇進と同時に待命となり、同年12月、予備役に編入された。
猛将タイプではなく、温厚篤実で口数も少ない人物であったという。

## 栄典
- 1897年（明治30年）10月15日 - 正八位[1]
- 1899年（明治32年）12月26日 - 従七位[2]